# Burr (romance)
Burr: A Novel é um romance histórico de 1973 de Gore Vidal que desafia a iconografia tradicional dos Pais Fundadores da história dos Estados Unidos, por meio de uma narrativa que inclui um livro de memórias fictício de Aaron Burr, ao representar as pessoas, a política e os eventos dos EUA no início do século XIX. Foi finalista do National Book Award em 1974.
Burr é cronologicamente o primeiro livro da série de sete romances Narratives of Empire, com a qual Vidal examinou, explorou e explicou a história imperial dos Estados Unidos; cronologicamente, os outros seis romances históricos da série são Lincoln (1984), 1876 (1976), Empire (1987), Hollywood (1990), Washington, DC (1967) e The Golden Age (2000).

## Descrição

Aaron Burr, o terceiro vice-presidente dos EUA, 1801–05 (John Vanderlyn, 1802)

Burr retrata o anti-herói homônimo como um cavalheiro fascinante e honrado, e retrata seus oponentes contemporâneos como homens mortais; assim, George Washington é um oficial militar incompetente, um general que perdeu a maioria de suas batalhas; Thomas Jefferson é um hipócrita fada, especialmente sombrio e pedante, que conspirou e subornou testemunhas em apoio a uma falsa acusação de traição contra Burr, para quem ele quase perdeu na eleição presidencial dos Estados Unidos de 1800; e Alexander Hamilton é um oportunista bastardo e ambicioso, cuja ascensão foi pelas mãos do General Washington, até ser mortalmente ferido no duelo Burr-Hamilton de 1804.
As inimizades foram estabelecidas quando, apesar da vitória inicial de Burr na votação, a eleição presidencial de 1800 terminou empatada no Colégio Eleitoral, entre ele e Thomas Jefferson. Para desempatar o empate eleitoral, a Câmara dos Representantes — dominada por Alexander Hamilton — votou trinta e seis vezes, até eleger Jefferson e, por omissão processual, nomeou Burr como vice-presidente.
A história contemporânea de intriga política ocorre de 1833 a 1840, na época da democracia jacksoniana, anos após o julgamento por traição. O narrador é Charles Schermerhorn Schuyler, um jovem ambicioso que trabalha como assistente jurídico no escritório de advocacia de Aaron Burr em Nova Iorque. Charlie Schuyler não vem de uma família politicamente ligada e é ambivalente em relação à política e à forma como a lei é praticada. Hesitante em fazer o exame de admissão à Ordem dos Advogados, Schuyler trabalha como repórter de jornal enquanto sonha em se tornar um escritor de sucesso para poder emigrar para a Europa.
Importantes para as intrigas dos conspiradores são a alegação de que o vice-presidente Martin Van Buren é filho bastardo de Aaron Burr; a veracidade ou falsidade dessa alegação; e sua utilidade na política do alto governo. Como Van Buren era um forte candidato para a eleição presidencial dos Estados Unidos de 1836, seus inimigos políticos, especialmente o editor de jornais William Leggett, recrutam Schuyler para obter fatos pessoalmente embaraçosos sobre Van Buren do idoso Burr, um septuagenário em 1834.
Tentado pela promessa de dinheiro, Schuyler considera escrever um panfleto "provando" que o vice-presidente Van Buren é filho de Burr, o que acabará com a carreira de Van Buren. Ele fica dividido entre homenagear Burr, a quem ele admira, e traí-lo pelo dinheiro que lhe permitirá levar a mulher que ama para a Europa. No final da história, Schuyler aprendeu mais do que esperava sobre Burr, Van Buren e seu próprio personagem.
Assim como nos romances Messiah (1954), Julian (1964) e Creation (1981), o povo colonial, seus tempos e os lugares de Burr (1973) são apresentados por meio das memórias de um personagem do conto. Ao longo da história, a narrativa apresenta paralelos temáticos com The Memoirs of Aaron Burr (1837), co-escrito com Matthew Livingston Davis. Muitos dos incidentes em Burr são históricos: Thomas Jefferson era um traficante de escravos que teve filhos com algumas de suas escravas; o general do Exército Continental James Wilkinson era um agente duplo do Reino da Espanha; Alexander Hamilton era regularmente desafiado para duelos; e Aaron Burr foi julgado e absolvido de traição, consequência da Conspiração de Burr (1807).
No "Posfácio" de Burr, Vidal afirma que, na maioria dos casos, as ações e palavras dos personagens históricos representados são baseadas em seus documentos pessoais e registros históricos. Além disso, além de desafiar a iconografia tradicionalista e mítica dos Pais Fundadores dos Estados Unidos, o aspecto mais controverso do romance Burr é a alegação infundada de que Alexander Hamilton fofocou sobre Burr e sua filha, Theodosia, praticando incesto — o que supostamente levou ao seu duelo; matar Hamilton acabou com a vida pública de Aaron Burr.

## Quadro narrativo
O romance é composto por duas histórias. Uma delas nos dá as perspectivas pessoais e profissionais de Charles Schuyler sobre a Nova York do início de meados do século XIX e seu conhecimento do personagem principal Aaron Burr em seus últimos anos, mais tranquilos. O outro nos dá, por meio das lembranças de Burr lidas e registradas por Schuyler, sua experiência na vida colonial britânica do final do século XVIII e na luta pela independência ou "Revolução" (na seção chamada 1833); e, mais substancialmente, sua experiência de vida na Nova York pós-Independência e sua participação no desenvolvimento político da República Americana (por meio da seção principal do romance, 1834), assim:

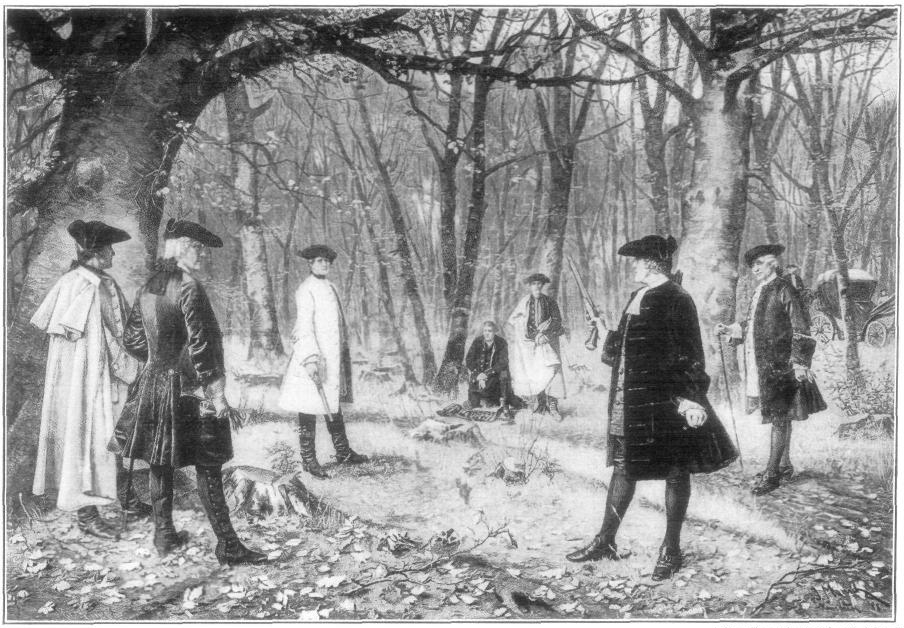
O duelo Burr-Hamilton ocorreu em 11 de julho de 1804 (J. Mund)

- Chapter Ten: Memoirs of Aaron Burr — One
- Chapter Eleven: Memoirs of Aaron Burr — Two
- Chapter Twelve: Memoirs of Aaron Burr — Three, and Memoirs of Aaron Burr — Four
- Chapter Thirteen: Memoirs of Aaron Burr — Five
- Chapter Fourteen: Memoirs of Aaron Burr — Six
- Chapter Fifteen: Memoirs of Aaron Burr — Seven
- Chapter Eighteen: Memoirs of Aaron Burr — Eight, and Memoirs of Aaron Burr — Nine
- Chapter Nineteen: Memoirs of Aaron Burr — Ten
- Chapter Twenty: Memoirs of Aaron Burr — Eleven
- Chapter Twenty-one: Memoirs of Aaron Burr — Twelve
- Chapter Twenty-five: Memoirs of Aaron Burr — Thirteen
- Chapter Twenty-seven: Memoirs of Aaron Burr — Fourteen
- Chapter Twenty-eight: Memoirs of Aaron Burr — Fifteen
- Chapter Thirty-two: Memoirs of Aaron Burr — Sixteen
- Chapter Thirty-four: Memoirs of Aaron Burr — Seventeen
- Chapter Thirty-six: Memoirs of Aaron Burr — Eighteen

1835
- Chapter Two: Memoirs of Aaron Burr — Nineteen
- Chapter Five: Memoirs of Aaron Burr — Twenty
- Chapter Seven: Memoirs of Aaron Burr — Twenty-one

## Lista de personagens
Vidal observa no posfácio do romance que cada personagem mencionado nele "realmente existiu", com exceção de seu narrador, Charlie Schuyler, e William de la Touche Clancey, uma sátira velada do crítico de longa data de Vidal, William F. Buckley Jr.. As seções do romance que tratam da atividade do narrador na década de 1830 (em oposição às reminiscências de Burr de suas aventuras na Revolução Americana por meio de seu julgamento por traição) enfocam a vida política da cidade de Nova York durante o fim da administração do presidente Andrew Jackson. Esta lista de personagens inclui aqueles que aparecem ou são mencionados no romance pelo seu narrador, em ordem de aparição ou menção.
- Charles Schuyler - Assistente jurídico no escritório de advocacia de Aaron Burr, narrador
- Aaron Burr - advogado da cidade de Nova York, ex-vice-presidente
- Eliza Jumel - segunda esposa de Burr; considerada a mulher mais rica da cidade de Nova York
- Dr. Bogart - Amigo idoso de Burr
- Nelson Chase - Assistente jurídico de Burr, casado com Mary Eliza Chase
- Mary Eliza Chase - Sobrinha de (dizem que é filha de) Eliza Jumel
- William Legget - Subeditor do Evening Post
- William Cullen Bryant - Editor Assistente do Evening Post, poeta
- Martin Van Buren - Vice-presidente dos Estados Unidos sob o comando do presidente Andrew Jackson
- Henry Clay - Senador, candidato à Presidência (mencionado)
- Richard Johnson - Senador do Kentucky, potencial candidato reformista à Presidência (mencionado)
- Mr. Craft - Auxiliar de escritório de advocacia de Burr
- Matthew L. Davis - Editor, membro do Tammany Hall, biógrafo oficial de Burr
- Sam Swartwout - Coletor do Porto de Nova York, nomeado pelo Presidente Jackson
- Rosanna Townsend - Senhora
- Helen Jewett - Prostituta
- Aaron Columbus Burr - filho ilegítimo de Burr, ourives
- Edwin Forrest - Actor
- William de la Touche Clancy - Editor de The American
- Edmund Simpson - Proprietário do Park Theater (mencionado)
- Tom Hamblin - Gerente do Bowery Theater (mencionado)
- Ephraim [Sem Sobrenome] - Barqueiro, filho do companheiro de Guerra Revolucionária de Burr
- James Madison - Ex-presidente dos Estados Unidos, amigo de Burr (mencionado)
- John Marshall - Ex-presidente do Supremo Tribunal dos Estados Unidos, juiz presidente no julgamento de traição de Burr, primo de Thomas Jefferson (mencionado)
- Washington Irving - Novelista e jornalista, conhecido de Burr
- Gulian Verplanck - candidato anti-Tammany a prefeito da cidade de Nova York
- Fitz-Greene Halleck - Poeta, secretário de John Jacob Astor
- John Jacob Astor - Financiador
- Mordecai Noah - Ex-xerife da cidade de Nova York
- Thomas Skidmore - Reformador proto-socialista
- Charles Baldwin - Glutão
- Alexander Hamilton Jr. - Advogado, filho do rival de Burr (mencionado)
- Edward Livingston - Congressista
- Reverendo Peter Williams - Pastor da African Episcopal Church on Centre Street, NYC
- Arthur e Lewis Tappan - Líderes abolicionistas
- Mrs. Redman - Proprietária de pensão
- Reginald Gower - Proprietário de gráfica e livraria
- Mrs. Keese (antiga Mrs. Overton) - senhoria de Burr
- Robert Wright - editor da Filadélfia de Davy Crockett
- Coronel Davy Crockett - Congressista do Tennessee
- George Orson Fuller - Frenologista
- Richard Robinson - Prostituto masculino, acusado de assassinato
- John Ogden Edwards - Juiz, primo de Burr
- Pantaleone - Mordomo no Consulado Americano em Amalfi
- Donna Carolina de Traxler - Esposa de Charles Schuyler

## Recepção
Em sua crítica para o The New York Times, Christopher Lehmann-Haupt elogiou o romance como "um tour de force da imaginação histórica", elogiando o enredo como uma "peça inteligente de maquinário", ao mesmo tempo em que destacou o "desfecho um tanto rebuscado e desajeitado". Escrevendo na mesma publicação, George Dangerfield discordou do uso excessivo de detalhes históricos por Vidal, opinando que o romance "é muito, muito melhor quando é simplesmente uma fantasia".
A Kirkus Reviews elogiou o romance como "um livro inteligente", observando a atualidade de seu tratamento iconoclasta de certos Pais Fundadores "considerando nosso clima de descontentamento nacional" em meio ao escândalo de Watergate em andamento.